# Batman: Arkham
Batman: Arkham is een serie action-adventurespellen gebaseerd op het DC Comics-personage Batman.

## Spellen
| Jaar | Titel                                  | Ontwikkelaar                | Platform                                      |
| ---- | -------------------------------------- | --------------------------- | --------------------------------------------- |
| 2009 | Batman: Arkham Asylum                  | Rocksteady Studios          | OS X, PlayStation 3, Windows, Xbox 360        |
| 2011 | Batman: Arkham City                    | Rocksteady Studios          | OS X, PlayStation 3, Wii U, Windows, Xbox 360 |
| 2011 | Batman: Arkham City Lockdown           | NetherRealm Studios         | Android, iOS                                  |
| 2013 | Batman: Arkham Origins                 | Warner Bros. Games Montréal | PlayStation 3, Wii U, Windows, Xbox 360       |
| 2013 | Batman: Arkham Origins (mobiel)        | NetherRealm Studios         | Android, iOS                                  |
| 2013 | Batman: Arkham Origins Blackgate       | Armature Studio             | Nintendo 3DS, PlayStation Vita, OS X. Windows |
| 2015 | Batman: Arkham Knight                  | Rocksteady Studios          | PlayStation 4, Windows, Xbox One              |
| 2016 | Batman: Arkham Underworld              | Turbine                     | iOS                                           |
| 2016 | Batman: Arkham VR                      | Rocksteady Studios          | PlayStation VR, HTC Vive                      |
| 2024 | Suicide Squad: Kill the Justice League | Rocksteady Studios          | PlayStation 5, Windows, Xbox Series           |

## Rolverdeling
| Personages                        | Batman: Arkham Asylum         | Batman: Arkham City           | Batman: Arkham Origins | Batman: Arkham Knight |
| --------------------------------- | ----------------------------- | ----------------------------- | ---------------------- | --------------------- |
| Bruce Wayne Batman                | Kevin Conroy                  | Kevin Conroy                  | Roger Craig Smith      | Kevin Conroy          |
| Joker                             | Mark Hamill                   | Mark Hamill                   | Troy Baker             | Mark Hamill           |
| Commissioner James Gordon         | Tom Kane                      | David Kaye                    | Michael J. Gough       | Jonathan Branks       |
| Dr Harleen Quinzel Harley Quinn   | Arleen Sorkin                 | Tara Strong                   | Tara Strong            | Tara Strong           |
| Edward Nygma The Riddler          | Wally Wingert                 | Wally Wingert                 | Wally Wingert          | Wally Wingert         |
| Waylon Jones Killer Croc          | Steve Blum                    | Steve Blum                    | Khary Payton           | Steve Blum            |
| Barbara Gordon Oracle             | Kimberly Brooks               | Kimberly Brooks               | Kelsey Lansdowne       | Ashley Greene         |
| Jack Ryder                        | James Horan                   | James Horan                   | James Horan            | James Horan           |
| Bane                              | Fred Tatasciore               | Fred Tatasciore               | JB Blanc               |                       |
| Dr. Pamela Isley Poison Ivy       | Tasia Valenza                 | Tasia Valenza                 |                        | Tasia Valenza         |
| Dr. Jonathan Crane Scarecrow      | Dion Andrade                  |                               |                        | John Noble            |
| Aaron Cash                        | Duane R. Shepard Sr.          | Duane R. Shepard Sr.          |                        | Duane R. Shepard Sr.  |
| Warden / Mayor Quincy Sharp       | Tom Kane                      | Tom Kane                      | Tom Kane               |                       |
| Victor Zsasz                      | Danny Jacobs                  | Danny Jacobs                  |                        |                       |
| Basil Karlo Clayface              | Tom Kane Duane R. Shepard Sr. | Rick D. Wasserman Mark Hamill |                        |                       |
| Martha Wayne                      | Tasia Valenza                 | Tasia Valenza                 |                        |                       |
| Eddie Burlow                      | Chris Cox                     | Chris Cox                     |                        |                       |
| William North                     | Roger Rose                    | Roger Rose                    |                        |                       |
| Thomas Wayne                      | Kevin Conroy                  |                               |                        |                       |
| Dr. Penelope Young                | Cree Summer                   |                               |                        |                       |
| Frank Boles                       | Danny Jacobs                  |                               |                        |                       |
| Joe Chill                         | Duane R. Shepard Sr.          |                               |                        |                       |
| Alfred Pennyworth                 |                               | Martin Jarvis                 | Martin Jarvis          | Martin Jarvis         |
| Oswald Cobblepot The Penguin      |                               | Nolan North                   | Nolan North            | Nolan North           |
| Victor Fries Mr. Freeze           |                               | Maurice LaMarche              | Maurice LaMarche       | Maurice LaMarche      |
| Dick Grayson Nightwing            |                               | Troy Baker                    | Josh Keaton            | Scott Porter          |
| Jervis Tetch Mad Hatter           |                               | Peter MacNicol                | Peter MacNicol         | Peter MacNicol        |
| Vicki Vale                        |                               | Grey DeLisle                  | Grey DeLisle           | Grey DeLisle          |
| Roman Sionis Black Mask           |                               | Nolan North                   | Brian Bloom            | Brian Bloom           |
| Selina Kyle Catwoman              |                               | Grey DeLisle                  |                        | Grey DeLisle          |
| Ra's al Ghul                      |                               | Dee Bradley Baker             |                        | Dee Bradley Baker     |
| Tim Drake Red Robin               |                               | Troy Baker                    |                        | Matthew Mercer        |
| Harvey Dent Two-Face              |                               | Troy Baker                    |                        | Troy Baker            |
| Thomas Elliot Hush                |                               | Kevin Conroy                  |                        | Kevin Conroy          |
| Floyd Lawton Deadshot             |                               | Chris Cox                     | Chris Cox              |                       |
| Michael Lane Azrael               |                               | Khary Payton                  |                        | Khary Payton          |
| Hugo Strange                      |                               | Corey Burton                  |                        |                       |
| Talia al Ghul                     |                               | Stana Katic                   |                        |                       |
| Cyrus Gold Solomon Grundy         |                               | Fred Tatasciore               |                        |                       |
| Julian Day Calendar Man           |                               | Maurice LaMarche              |                        |                       |
| Slade Wilson Deathstroke          |                               |                               | Mark Rolston           | Mark Rolston          |
| Garfield Lynns Firefly            |                               |                               | Crispin Freeman        | Crispin Freeman       |
| Copperhead                        |                               |                               | Rosa Salazar           |                       |
| Howard Branden                    |                               |                               | Chris Fries            |                       |
| Lady Shiva                        |                               |                               | Kelly Hu               |                       |
| Warden Martin Joseph              |                               |                               | Khary Payton           |                       |
| Lester Buchinsky Electrocutioner  |                               |                               | Steve Blum             |                       |
| Ricky "Loose Lips" LeBlanc        |                               |                               | Steve Blum             |                       |
| Lonnie Machin Anarky              |                               |                               | Matthew Mercer         |                       |
| Commissioner Gillian B. Loeb      |                               |                               | JB Blanc               |                       |
| Alberto Falcone                   |                               |                               | Quinton Flynn          |                       |
| Tracey Buxton                     |                               |                               | Laura Waddell          |                       |
| Candy                             |                               |                               | Masasa Moyo            |                       |
| Angel Vallelungua The Bird        |                               |                               | Christian Lanz         |                       |
| Amanda Waller                     |                               |                               | CCH Pounder            |                       |
| Cyrus Pinkney                     |                               |                               | Maurice LaMarche       |                       |
| Ferris Boyle                      |                               |                               | Stephen Tobolowsky     |                       |
| Kirigi                            |                               |                               | Kaiji Tang             |                       |
| Jason Todd Arkham Knight Red Hood |                               |                               |                        | Troy Baker            |
| Henry Adams                       |                               |                               |                        | Garrick Hagon         |
| Christina Bell                    |                               |                               |                        | Jules de Jongh        |
| Johnny Charisma                   |                               |                               |                        | Michael Rosenbaum     |
| Albert King                       |                               |                               |                        | Issac Singleton Jr.   |
| Simon Stagg                       |                               |                               |                        | Phil Proctor          |
| Lucius Fox                        |                               |                               |                        | Dave Fennoy           |
| Nyssa Raatko                      |                               |                               |                        | Jennifer Hale         |
| Lazlo Valentin Professor Pyg      |                               |                               |                        | Dwight Schultz        |
| Kirk Langstorm Man-Bat            |                               |                               |                        | Loren Lester          |
| Nora Fries                        |                               |                               |                        | Cissy Jones           |
| Deacon Joseph Blackfire           |                               |                               |                        | Marc Worden           |
| Raymond Underhill                 |                               |                               |                        | JB Blanc              |
| Warden Ranken                     |                               |                               |                        | William Salyers       |
| Lex Luthor                        |                               |                               |                        | Keith Silverstein     |
| Kate Kane                         |                               |                               |                        | Tasia Valenza         |
| Officer Owens                     |                               |                               |                        | Dave Boat             |